# Кабуу, Люси
Люси Вангуи Кабуу — кенийская легкоатлетка, бегунья на длинные дистанции. Победительница игр Содружества 2006 года в беге на 10 000 метров и бронзовый призёр в беге на 5000 метров. На Олимпийских играх 2004 года заняла 9-е место, а на Олимпиаде 2008 года в Пекине 7-е место на дистанции 10 000 метров.
Серебряный призёр Дубайского марафона 2012 года с результатом 2:19.34 — это время ставит её на 8-е место в списке самых быстрых марафонцев за всю историю.
Победительница Рас-эль-Хаймского полумарафона 2013 года с результатом 1:06.09.

## Сезон 2014 года
23 февраля заняла 3-е место на Токийском марафоне с результатом 2:24.16. 23 ноября заняла 6-е место на полумарафоне в Дели — 1:10.10.
23 января 2015 года заняла 3-е место на Дубайском марафоне — 2:20.21.